# Den förtrollade vägen (tv-film)
Den förtrollade vägen är en tv-film från år 1986 producerad av Yle. Manus till filmen är skrivet av Benedict Zilliacus och baserat på Oscar Parlands roman med samma namn från 1953. Berättelsen skildrar händelser inspirerade av Parlands barndom, och han fungerar även själv som berättarröst i filmen. Filmen regisserades av Åke Lindman, som även stod för regin för den fristående fortsättningen Tjurens år (1989).

## Handling
Filmen utspelar sig på Karelska näset där femåriga Riki semestrar med familjen och en massa släktingar. Den blyga Riki har en livlig fantasi och försjunker ofta i fantasier där djurvarelser blandas ihop med verkliga skeenden. Riki och storebror Bernt blir också förtjusta i grannflickorna Nina och Katinka, men blir besvikna. Och Riki tyr sig igen till sina fantasidjur.

## Rollista
- Marcus Hietanen – Riki
- Oscar Parland – berättare (sig själv), Riki som gammal
- Pirkko Mannola – Rikis mamma
- Johan Simberg – Rikis pappa
- Andreas Toth – Bernt, Rikis storebror
- Christel Aminoff – tant Paula
- Lisa Bergström – tant Malla
- Nils Brandt – onkel Frans
- Paul Budsko – Kuno Grim
- Kim Gunell – Oliver
- Yasmine Harkimo – Nina
- Valentina Mecklin – tant Luscha
- Monica Nyman – tant
- Stella Parland – Katinka
- Kaj Rainer – onkel Erni
- Gerda Ryselin – tant Louise
- Göran Schauman – onkel Bori
- Pehr-Olof Sirén – onkel Georg
- Dorrie von Wendt – Farmor
- Leif Wager – onkel Fabian
- Gullan Wahlström – tant Laura
- Nanny Westerlund – tant Gulla